# 米卢斯阿桑兰站
米卢斯阿桑兰站，有时亦可简称"阿桑兰站"，是法国的一个铁路车站，位于法国城市米卢斯附近。
该车站已于2017年12月10日起停止使用。

## 位置
米卢斯阿桑兰站位于米卢斯市区的南部，距离米卢斯城站西南大约1.5公里。车站大致呈西南-东北走向，开口朝东南。

## 车站概况
米卢斯阿桑兰站是一个无人看守的乘降所，没有任何售票设施，仅有一个列车信息显示屏。上车的乘客需主动购票或使用通勤卡。自2017年12月10日起停止使用。

## 停靠线路
在米卢斯阿桑兰站取消前，该站每天停靠大约3趟往返于米卢斯和贝尔福之间的TER列车。

## 配套交通

### 大巴车
米卢斯阿桑兰站对应的大巴车上下车地点位于车站外部的公交车站，当某条铁路线施工或罢工时，SNCF可能会提供途径该线路沿途站点的大巴车。

### 市内交通
距离米卢斯阿桑兰站最近的公交车站名称为"Hasenrain"，停靠该站的公交线路有米卢斯公交15路。

## 临近车站
| 米卢斯阿桑兰站（Gare de Mulhouse-Hasenrain） |                  |             |
| 上行车站                                     | 线路             | 下行车站    |
| 弗拉克斯拉登站←                              | 巴黎－米卢斯铁路 | →米卢斯城站 |